# Papar (Malaisie)
Pour les articles homonymes, voir Papar.
Papar est une ville de l'État de Sabah en Malaisie.